# Firma

Firma di Napoleone

La firma è la sottoscrizione del proprio nome, o di uno pseudonimo, per chiudere un'opera d'arte o una scrittura, confermarla o renderne noto l'autore. Per questo motivo caratteristiche fondamentali della firma sono la sua unicità e il suo carattere personale.
Il termine deriva dalla parola latina firmus, nel senso di definito, inamovibile.

## Descrizione

### Diritto italiano

Firma di John Hancock

Firma di Farah Pahlavi

Nel diritto italiano, la sottoscrizione è valida solo se la firma apposta è autografa, cioè vergata di proprio pugno. Non è ammesso l'utilizzo di timbro firma o l'utilizzo dell'immagine della scansione della firma autografa.
Quest'ultima, nonostante sia il risultato di un processo di trasformazione di un documento analogico in un formato digitale, non va confusa con la firma elettronica, la firma grafometrica o la firma digitale. È chiamata comunemente firma digitalizzata o firma scansionata ma pure firma scannerizzata. 
È costituita da un file riproducibile che non rende univoco il collegamento fra documento e sottoscrittore. Rispetto alla firma autografa di origine, la firma digitalizzata conserva unicamente la forma del percorso vergato ma è priva di informazioni rispetto a pressione, velocità ed inclinazione dello strumento di scrittura utilizzato e non consente l'esecuzione della perizia calligrafica. Oltretutto non è certo che l'aggiunta del file sia stato eseguita dal firmatario.
La stampa di un documento contenente la firma digitalizzata è sempre priva di valore legale ed in alcuni casi può dar luogo al reato di falso. La riproduzione meccanografica di una firma autografa prende il nome di firma stampigliata e viene utilizzata sovente per la sottoscrizione delle polizze assicurative o situazioni analoghe.
La firma spesso indica una specifica volontà e viene usata in questo modo specialmente nei contratti o assimilabili e, in generale, negli atti giuridici. Negli atti tra privati, non regolamentati da legge, può essere richiesta e quindi diventare valida la firma scansionata apposta sul documento (sia la scansione del cartaceo sottoscritto sia l'apposizione della firma scansionata sul documento elettronico, poi reso immodificabile tramite stampa su file). Ma anche in questo caso non esiste alcun legame probante tra esistenza della firma scansionata e volontà del firmatario.

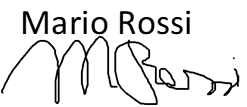
Firma in chiaro con apposizione di firma autografa scansionata

Spesso per firma viene intesa la cosiddetta firma a stampa (o "in chiaro") ovvero la versione informatica (una volta dattilografica) di nome e cognome, posta sotto un testo elaborato con un programma di videoscrittura o un modulo pdf compilabile, per indicare chi l'ha redatto e/o approvato/sottoscritto. Un'altra combinazione tipica dei documenti è la firma a stampa congiunta alla firma scansionata. Ma, come spiegato, l'aggiunta di questo elemento ha, più che altro, uno scopo "scenografico", cioè di orpello estetico. Negli atti pubblici è la legge che regolamenta la validità della firma a stampa. In realtà, in questo caso, più che di "firma", bisognerebbe parlare di "firma a stampa" e basarsi su altri elementi (ad esempio l'invio via posta elettronica - molto meglio se PEC-del documento da parte del sottoscrittore). L'accettazione di questa modalità nel diritto privato (ad esempio nell'approvazione di contratti) non significa che una delle due parti possa successivamente, davanti a un giudice civile, disconoscere l'autenticità della sottoscrizione mediante firma in chiaro.
Invece, la firma digitale (accompagnata o meno da scansione di firma autografa scansionata) è sempre e universalmente valida (sostituisce la firma autografa di proprio pugno).

### Firma leggibile
A volte, soprattutto in documenti della pubblica amministrazione, viene richiesta una firma leggibile, una firma cioè che permetta l'identificazione e la lettura in chiaro del nome e del cognome (cosiddetta scritta "a onda" o elementare). La legittimità giuridica di tale richiesta è per lo meno controversa; inoltre, la stessa utilità certificativa della firma, come segno unico, distintivo e autenticamente personale di un individuo, sarebbe compromessa, dato che la firma "leggibile" costituirebbe un'alterazione forzata del segno personale. La ratio è che le norme parlano di "firma autografa" e non di "firma leggibile": pertanto, se la firma è illeggibile ma è autografa non dovrebbe essere rigettata.
Quanto sopra non vale per gli atti notarili nei quali la legge prescrive non una firma ma una "sottoscrizione" con nome e cognome delle parti. Non valgono quindi la sigla, lo pseudonimo o il segno di croce. La sottoscrizione con nome e cognome vale anche a dimostrare che il sottoscrittore è alfabetizzato e quindi non è necessario sottoporre l'atto ai più gravosi oneri di forma previsti quando si ha una parte che non sa o non può scrivere. Anche un analfabeta potrebbe infatti apporre sulla carta un qualsiasi segno di penna.
Esistono sentenze che confermano la validità della firma "per sigla" al posto di quella "per esteso" qualora il soggetto sia stato comunque identificato o sia identificabile con altri elementi riscontrabili. Questo vale, a maggior ragione, anche per atti di diritto privato.

## Ortografia
Secondo le regole ortografiche dell'italiano, nella firma il nome deve sempre precedere il cognome, e non dovrebbero essere inseriti titoli professionali o loro abbreviazioni (come dottore, ingegnere, avvocato). Celebre, in questo senso, il rifiuto di Giosuè Carducci, docente universitario a Bologna. Il Poeta, infatti, prima di firmare il libretto di frequenza di uno studente, chiese a costui come si chiamasse. Allorché lo studente rispose anteponendo il proprio cognome al nome, Carducci replicò: «Le farò la firma quando avrà imparato a dire correttamente il suo nome!».

## Autografo
La firma di un personaggio famoso viene detta anche autografo.